# 飯田インターチェンジ

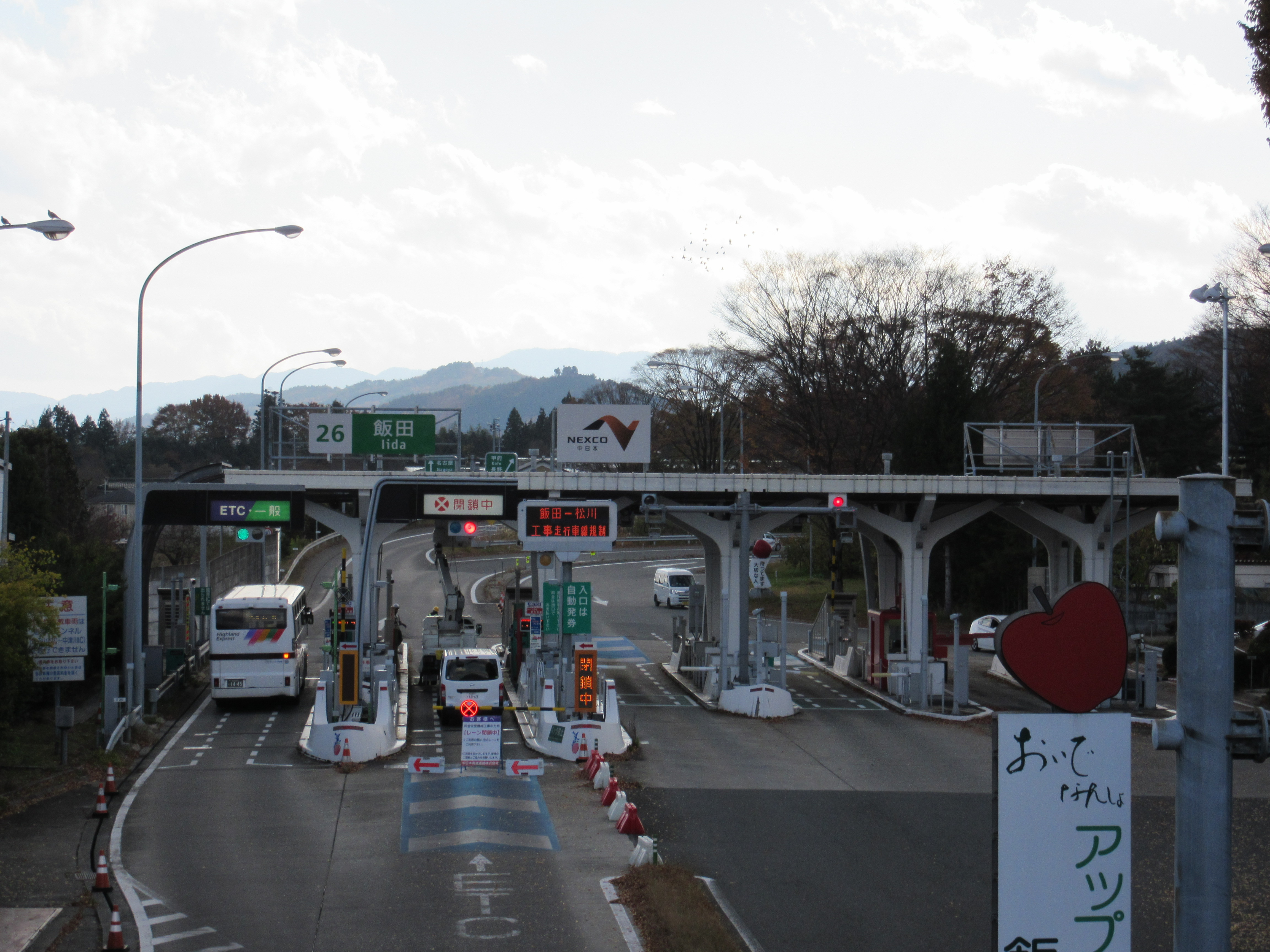
飯田インター

飯田インターチェンジ（いいだインターチェンジ）は、長野県飯田市大瀬木、北方、育良町一丁目にある中央自動車道のインターチェンジ。飯田市街地および下伊那郡喬木村南部への最寄りICである。NEXCO中日本名古屋支社飯田保全・サービスセンターと長野県警高速道路交通警察隊飯田分駐隊が併設されている。

## 歴史
- 1975年（昭和50年）8月23日 - 開通。

## 接続する道路
- 国道153号飯田バイパス

## 料金所
- ブース数：6

### 入口
- ブース数：2
  - ETC専用：1
  - 一般：1

### 出口
- ブース数：4
  - ETC専用：1
  - ETC・一般：1
  - 一般：2

## 周辺
飯田ICは飯田バイパス（アップルロード）に接続しており、周辺には商業店が多数ある。
- JR東海 飯田線切石駅（車で約10分）、飯田駅、貧乏神神社（閉鎖）

## バス停

### 伊賀良バスストップ
伊賀良（いがら）バスストップ
は、飯田IC付近に設置されているバス停留所である。飯田ICの敷地内ではないため、アルペン伊那号については中央道からいったん一般道に降り、バス停を経由してまた中央道に乗り直すルートを取ることになる。
高速バス専用バス停は飯田IC北東の農協直売所「りんごの里」（エディオン隣）裏手で、乗車券発券所が併設されている。一般路線バス専用バス停〈農協前〉は離れた別の場所にある。
1番のりば
- 飯田 - 新宿線（中央高速バス、信南交通・伊那バス・アルピコ交通・京王バス）
上飯田BS - 伊賀良 - 飯田駅前 - 飯田（飯田商工会館）

- 飯田 - 横浜線（ベイブリッジ号、伊那バス）
上飯田BS - 伊賀良 - 飯田駅前
- 飯田 - 名古屋線（中央道高速バス、信南交通・名鉄バス）
飯田（飯田商工会館） - 飯田駅前 - 伊賀良 - 駒場BS/阿智
- 飯田 - 長野線（みすずハイウェイバス、信南交通・伊那バス・アルピコ交通）
上飯田BS - 伊賀良 - 飯田駅前 - 飯田（飯田商工会館）
- 箕輪・伊那・駒ヶ根 - 大阪（梅田）・USJ線（アルペン伊那号、信南交通・伊那バス・阪急観光バス）
上飯田BS - 伊賀良 - 駒場BS[2]
- 飯田 - 立川線 （伊那バス・立川バス・京王バス）
上飯田BS - 伊賀良 - 飯田駅前
- その他、増車が行なわれた場合は2〜4番のりばでも乗車・降車扱いを行う。

3番のりば
- 一般路線バス 信南交通 市立病院経由駒場線
飯田駅前 - 中央通り - 鼎駅 - OIDE長姫高校前 - 市立病院  - 伊賀良 - 北方 - 大瀬木  -山本 - 駒場 - 曽山入口

### トラビス飯田インターバス停
伊賀良バスストップから道路を隔てた向かい側、バス利用者専用の駐車場内にある。
- 飯田 - 新宿線（トラビスジャパン）
上飯田BS - トラビス飯田インター
- 伊那 - 京都線（トラビスジャパン）
上飯田BS - トラビス飯田インター - 京都駅八条口
- 伊那 - 大阪線（トラビスジャパン）
上飯田BS - トラビス飯田インター - プラザモータープール

## 隣
E19 中央自動車道
(25)松川IC/BS - (BS)高森BS - (25-1)座光寺PA/SIC - (BS)上飯田BS -  (26) 飯田IC/伊賀良BS - (26-1)飯田山本IC